# Claretta
Pour plus de détails, voir Fiche technique et Distribution.
Claretta est un film italien réalisé par Pasquale Squitieri, sorti en 1984. Il s'agit d'un film consacré à Clara Petacci, la maîtresse de Benito Mussolini.

## Synopsis
Une journaliste (Catherine Spaak) souhaite tourner un film sur la vie et la mort de Claretta Petacci (Claudia Cardinale), la maîtresse de Benito Mussolini (Fernando Briamo). Pour cela, elle va se tourner vers sa sœur Miriam.

## Fiche technique
- Titre original : Claretta
- Réalisation : Pasquale Squitieri
- Scénario : Pasquale Squitieri et Arrigo Petacco
- Décors : Ezio Altieri (it)
- Photographie : Eugenio Bentivoglio
- Montage : Mauro Bonanni (it)
- Musique : Gerard Schurmann
- Production : Giacomo Pezzali, Giancarlo Marchetti, Tony Amendola
- Société(s) de production : Trans World Film, Rai 2
- Société(s) de distribution :
- Budget :
- Pays de production : Italie
- Langue originale : italien
- Format : Couleur — 35 mm — 2.35:1
- Genre : film biographique, drame, film historique
- Durée : 127 minutes
- Dates de sortie :
  - Italie : 6 septembre 1984 (Mostra de Venise)
  - Italie : 14 septembre 1984

## Distribution
- Claudia Cardinale : Claretta Petacci
- Giuliano Gemma : Marcello Petacci
- Caterina Boratto : Giuseppina Petacci
- Fernando Briamo : Benito Mussolini
- Nancy Brilli : Myriam Petacci (jeune)
- Miriam di San Servolo : elle-même
- Angela Goodwin : Luisa
- Maria Mercader : la Princesse de Montenevoso
- Catherine Spaak : Roberta, la journaliste
- Mario Granato : le directeur de la prison
- Philippe Lemaire : Severio Petacci
- Sasha D'Arc (de) : un musicien
- Raffaele Curi (it) : un policier

## Prix et distinctions
- Prix Pasinetti de la meilleure actrice à la Mostra de Venise 1984 pour Claudia Cardinale.
- Ruban d'argent de la meilleure actrice principale en 1985 pour Claudia Cardinale.
- Globe d'or de la meilleure actrice en 1985 pour Claudia Cardinale.
- Nomination au Lion d'or à la Mostra de Venise 1984 pour le meilleur film.